# 33 minuti
33 minuti (33) è il primo episodio della serie televisiva Battlestar Galactica. L'episodio è collocato narrativamente dopo la miniserie televisiva Battlestar Galactica. Ha vinto il premio Hugo nel 2005 alla categoria "Miglior rappresentazione drammatica (opere brevi)".

## Trama
I Cyloni attaccano la Battlestar Galactica e le altre navi sopravvissute alla distruzione esattamente ogni 33 minuti, portando l'equipaggio militare vicino allo sfinimento vista l'impossibilità di dormire e riposarsi. La strategia del comandante Adamo è quella di effettuare un salto spaziale in contemporanea con l'arrivo dei Cyloni. Durante una fuga una astronave della flotta civile, l'Olympic Carrier rimane indietro. In quella nave è presente un dottore che necessita di conferire con il presidente, è infatti in possesso di importanti informazioni circa i Cyloni. Gaius Baltar è terrorizzato da questo avvenimento, ritiene infatti che le informazioni potrebbero coinvolgerlo.
L'assenza di ulteriori attacchi da parte dei Cyloni trascorsi i fatidici 33 minuti, farà poi presupporre che la stessa Olympic Carrier sia sotto il loro controllo. Difatti, la nave scomparsa in precedenza riappare poco dopo, ignorando i ripetuti tentativi di contatto e lanciandosi contro il Galactica con carichi nucleari a bordo. Il comandante Adamo ed il Presidente Laura Roslin, scoprendo che la stessa nave sembra non avere passeggeri a bordo, ordinano di distruggerla. La distruzione della nave fa cessare definitivamente gli attacchi da parte dei cyloni e porta un gran rimorso in seno al presidente ed al comandante.
La tecnologia FTL dei Cyloni è più precisa di quella coloniale. Per 238 volte riescono ad individuare la flotta coloniale, arrivando nel giusto momento, con la giusta traiettoria e sufficientemente vicini da lanciare rapidi attacchi. Nell'episodio "Missione 2 Alpha" della seconda stagione viene spiegato che i Cyloni dispongono di computer di navigazione più avanzati, che gli consentono di effettuare salti più accurati e a maggiori distanze rispetto a quelli dei coloniali. Secondo Socinus ci sono 5.251 persone nella flotta originarie di Sagittarian.
L'episodio stabilisce che vi sono 60 navi civili nella flotta. Il numero è corretto rispetto a quello menzionato nella miniserie. Il conteggio dei superstiti, alla fine dell'episodio, è di 47.973.

## Produzione
Mentre era in attesa di filmare una sequenza con un Viper per questo episodio, Katee Sackhoff si è addormentata all'interno della cabina di guida del caccia a causa del tardo orario di riprese (mezzanotte).
Nel tentativo di dare un maggiore realismo nelle scene in cui l'equipaggio affronta le lunghe ore senza sonno, Edward James Olmos ha richiesto l'aiuto di alcuni esperti in materia e ha anche ridotto le proprie ore di sonno a tre per notte, per fare esperienza degli effetti che possono derivarne. Con l'aiuto di questi esperti è riuscito a spiegare in dettaglio al resto del cast gli effetti sul corpo e la mente umana derivanti da una lunga privazione del sonno. In aggiunta, il regista Michael Rymer ha suggerito agli attori di scegliere un singolo sintomo, o "tic", da mostrare durante le riprese, per evitare inutili ripetizioni tra i diversi protagonisti della trama.
I tecnici della Zoic, la società responsabile per gli effetti speciali della serie, hanno scherzosamente "nascosto" piccoli segni di movimento a bordo dell'Olympic Carrier, visibili solamente con un attento esame della breve sequenza in cui i Viper si avvicinano alla nave. Inizialmente era previsto che attraverso gli oblò di quest'ultima si vedessero dei civili nel tentativo di richiamare l'attenzione dei piloti dei Viper.